# Moriah van Norman
Moriah van Norman (San Diego, 30 maggio 1984) è un'ex pallanuotista statunitense, vincitrice di una medaglia d'argento ai giochi olimpici di Pechino 2008.